# Nick Smith (homme politique britannique)
Pour les articles homonymes, voir Nick Smith.
Nicholas Desmond John Smith (né le 14 janvier 1960) est un homme politique du Parti travailliste gallois qui est député de Blaenau Gwent depuis 2010. De 1998 à 2005, il est conseiller du Borough londonien de Camden.

## Jeunesse
Né en 1960 dans une famille de mineurs et d'ouvriers de l'acier, Smith grandit à Tredegar et fait ses études dans une école polyvalente et au Birkbeck College de l'Université de Londres, où il obtient une maîtrise en changement économique.

## Carrière
Smith devient permanent du Parti travailliste au Pays de Galles, et travaille dans le monde entier en tant que conseiller pour le le Parti démocrate aux États-Unis et pour la Fondation de Westminster pour la démocratie. Son premier poste important pour le Parti travailliste est comme agent pour Frank Dobson à Holborn et St Pancras, et il est ensuite directeur de campagne d'Emily Thornberry lors de sa courte victoire à Islington Sud aux élections générales de 2005. Il est salarié au siège national du Parti travailliste de 1993 à 1998, où il est responsable de la campagne d'adhésion du Parti travailliste.
Smith est élu pour la première fois au Camden London Borough Council en 1998 et est réélu en tant que conseiller en 2002. En 2003, il est nommé membre du Cabinet du Conseil pour l'Education, poste qu'il occupe pendant quelques mois en 2005 alors qu'il est secrétaire général du groupe travailliste du Parlement européen, à Bruxelles. De là, il devient directeur des campagnes pour la Société nationale pour la prévention de la cruauté envers les enfants, et son dernier emploi à temps plein avant son arrivée à la Chambre des communes est directeur des politiques et des partenariats au Royal College of Speech et les thérapeutes du langage.
Smith est sélectionné comme candidat parlementaire potentiel du Labour pour Blaenau Gwent en 2007 et est élu député le 6 mai 2010, battant le député indépendant Dai Davies. Davies critique le bilan de Smith à Camden, l'appelant un produit du "New Labour Blairite".
Aux élections générales de 2015, Smith porte sa majorité à 58% des voix, gagnant 18 380 voix (+ 5,6%). Aux élections générales de juillet 2017, Smith recueille 58% des voix et 18 787 voix.
Aux élections générales de décembre 2019, Smith conserve le siège avec 14862 voix (49,18% des voix exprimées). Smith est l'un des premiers partisans de Keir Starmer dans sa candidature à la direction du parti travailliste en 2020.

## Député
Blaenau Gwent est un siège avec un fort héritage travailliste. Aneurin Bevan Secrétaire d'État à la Santé d'après-guerre, responsable de la création du Service national de la santé, et Michael Foot, ancien dirigeant du Parti travailliste, ont tous deux occupé le siège dans la seconde moitié du XXe siècle.
Il obtient une promotion précoce lorsque Douglas Alexander, secrétaire aux Affaires étrangères fantôme, le nomme Secrétaire parlementaire privé et membre subalterne de l'équipe des affaires étrangères du Labour. En septembre 2015, Smith est promu au sein de l'équipe Shadow DEFRA en tant que ministre de l'Alimentation, de l'Agriculture et des Affaires rurales. Il démissionne le 29 juin 2016, affirmant que Jeremy Corbyn n'a pas les compétences de leadership nécessaires. Il soutient Owen Smith lors de l'élection à la direction du Parti travailliste (Royaume-Uni) en 2016. Après l'élection, Smith est nommé comme Whip d'Opposition. 
Il siège au Conseil de la stratégie de progrès de 2012 à 2014 et est membre du groupe Tribune.

## Vie privée
Smith a deux filles et vit à Nantyglo. Il a épousé une collègue députée travailliste Jenny Chapman en juillet 2014. Il vivait auparavant à Camden Town.